# 普雷姆·库马尔·奈尔
普雷姆·库马尔·奈尔（英語：Prem Kumar Nair，1962年10月18日—），印度外交官，曾任印度驻尼日尔大使、印度驻斯里兰卡汉班托塔总领事等职务。

## 经历
普雷姆·库马尔·奈尔出生于1962年10月18日。
2017年3月6日至2020年7月16日，任印度驻斯里兰卡汉班托塔总领事。
2020年5月26日，被任命为印度驻尼日尔大使。2020年9月至2022年10月，任印度驻尼日尔大使。